# Sébastien La Ruelle
Pour les articles homonymes, voir Laruelle.
Sébastien La Ruelle, né à Chênée en 1591 et assassiné à Liège le 16 avril 1637, fut bourgmestre de Liège et chef du parti des Grignoux.

## Biographie
Sébastien La Ruelle est diplômé du collège en Isle de Liège avec le titre de docteur en droit. En 1630, il est élu pour la première fois au poste de bourgmestre de Liège en même temps que son ami Guillaume de Beeckman qui, selon les rumeurs, aurait été empoisonné sur ordre du prince-évêque Ferdinand de Bavière et mourut le 29 janvier 1631.
Le 16 avril 1637, René de Renesse, dit René de Warfusée, invite Sébastien La Ruelle à un banquet organisé en son hôtel particulier situé sur l'actuelle place Xavier Neujean. Ce banquet se révèle être un guet-apens et l'ancien bourgmestre, fort apprécié par la population, est assassiné par des soldats espagnols. La venue de ces soldats dans l'hôtel du Comte de Warfusée piqua la curiosité de quelques bourgeois qui vinrent s’inquiéter du sort de La Ruelle. Apprenant sa mort, les citoyens révoltés défoncèrent la porte du Comte et « la populace se rue sur lui comme une meute, on lui arrache ses habits, on le broie sous les pieds, on lui perce le talon, on y passe une courroie, on le traîne par les rues dans la poussière dont il fait de la boue avec son sang ; on hisse son corps a une potence élevée à la porte du marché, puis on lui coupe la tête et les mains, et on va les clouer aux différentes portes de la ville ; enfin, on brûle son corps, et ses cendres sont jetées dans la Meuse ».

## Corps et sépulture

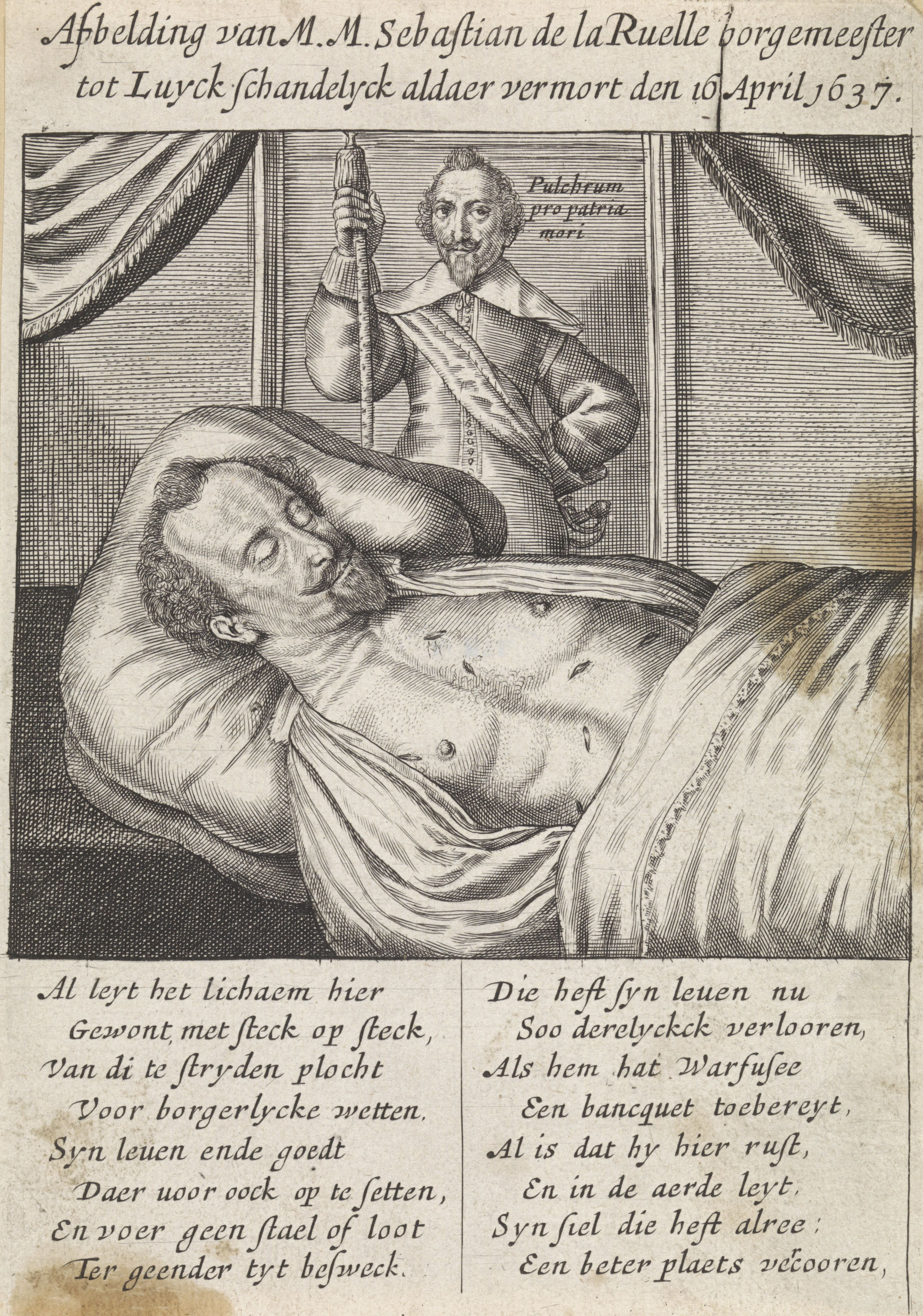
Sebastien de La Ruelle sur son lit de mort, gravure de Noël Natalis, 1637

Les funérailles de Laruelle eurent lieu le 18 avril 1637. Son corps est alors exposé au sein de la cathédrale Saint-Lambert où il fait l'objet de la vénération de la population. Le cortège conduisit la dépouille du bourgmestre jusqu'à l'église Saint-Martin en Isle dans laquelle il fut inhumé. Le 31 octobre 1798, lors de la révolution liégeoise, le corps de Laruelle est exhumé à la suite de la destruction de l'église Saint-Martin.
Le corps du bourgmestre est transporté à l'hôtel de ville. Le docteur Nicolas-Joseph Ansiaux, présent lors de l'exhumation, prit provisoirement le cercueil de La Ruelle.
En 1827, un pharmacien de la rue Chaussée des Prés en Outremeuse, Victor van Orle, est en possession du cercueil. Ce dernier le remet en 1850 à l'Institut archéologique liégeois dont un des membres, Félix Capitaine, se charge. De 1857 à 1909, les restes de l'ancien bourgmestre sont installés dans une petite chapelle attenante au palais des Princes-Évêques. De 1909 à 1938, les restes sont installés au musée Curtius.
En 1938, le Conseil communal décide à l'unanimité de donner à La Ruelle une sépulture place Xavier Neujean. Mais la création d'une gare routière amène une circulation qui n'épargne pas la tombe de La Ruelle. En 1957, ses ossements sont transférés près de la vieille halle aux viandes. Ils y resteront jusqu'à ce que, dans les années 1990, la restauration de la vieille bâtisse et de ses abords leur impose encore un déménagement vers la morgue du cimetière de Robermont.
Au cours de tous ces déplacements, la tête et des morceaux de membres du corps de Laruelle ont été égarés. En 2007, un enseignant liégeois retraité, Joseph Villez, retrouve l'avant-bras gauche dans une famille de médecins. M. Villez persuade le propriétaire du bras de le remettre à la Ville de Liège.

## Honneurs
- Rue Sébastien Laruelle, rue liégeoise située à l'endroit de l'assassinat.